# Línia addicional
Les línies addicionals o auxiliars són uns signes que s'utilitzen en notació musical per representar les altures corresponents a notes que, per ser molt agudes o molt greus, no caben dins de les cinc línies i quatre espais del pentagrama regular, i per tant, han de representar per sobre o per sota d'aquest. Un pentagrama té una capacitat màxima per escriure 11 notes: cinc en les línies, quatre en els espais interiors i dues notes més situades just per sobre i per sota del pentagrama.